# Новобалапаново
Новобалапа́ново (рос. Новобалапаново, башк. Яңы Балапан) — присілок у складі Абзеліловського району Башкортостану, Росія. Входить до складу Баїмовської сільської ради.
Населення — 417 осіб (2010; 384 в 2002).
Національний склад:
- башкири — 100%